# Реформска странка (САД)
Реформска странка (енгл. Reform Party) је политичка странка у Сједињеним Америчким Државама. Странку је основао Рос Перо.

## Историја
Рос Перо је веровао да су Американци разочарани стањем у политици због корумпираних и неспособних људи да се баве виталним питањима. Након што је као независни кандидат на председничким изборима 1992. добио 18,9 одсто гласова бирача, основао је Реформску странку и представио је као одрживу алтернативу републиканцима и демократама.